# هریجان
هریجان، روستایی است از توابع بخش مرزن‌آباد شهرستان چالوس در استان مازندران ایران. هریجان از مناطق خوش آب و هوای منطقه کلاردشت است که بافت روستا، علفزارهای وسیع و آبشار بلند از دیدنی‌های این روستای زیبا هستند که اردیبهشت ماه به علت رویش گیاهان بهاری و پرآبی آبشارهای روستا، بهترین زمان بازدید از هریجان است

## جمعیت
این روستا در دهستان کوهستان (چالوس) قرار دارد و براساس سرشماری مرکز آمار ایران در سال ۱۳۹۵، جمعیت آن ۱۹۸ نفر (۶۵ خانوار) بوده‌است.
مردم هریجان از قومیت طبری هستند. مردم هریجان به زبان طبری (مازندرانی) با گویش طبری چالوسی سخن می‌گویند.

## تاریخچه

### دوران باستان

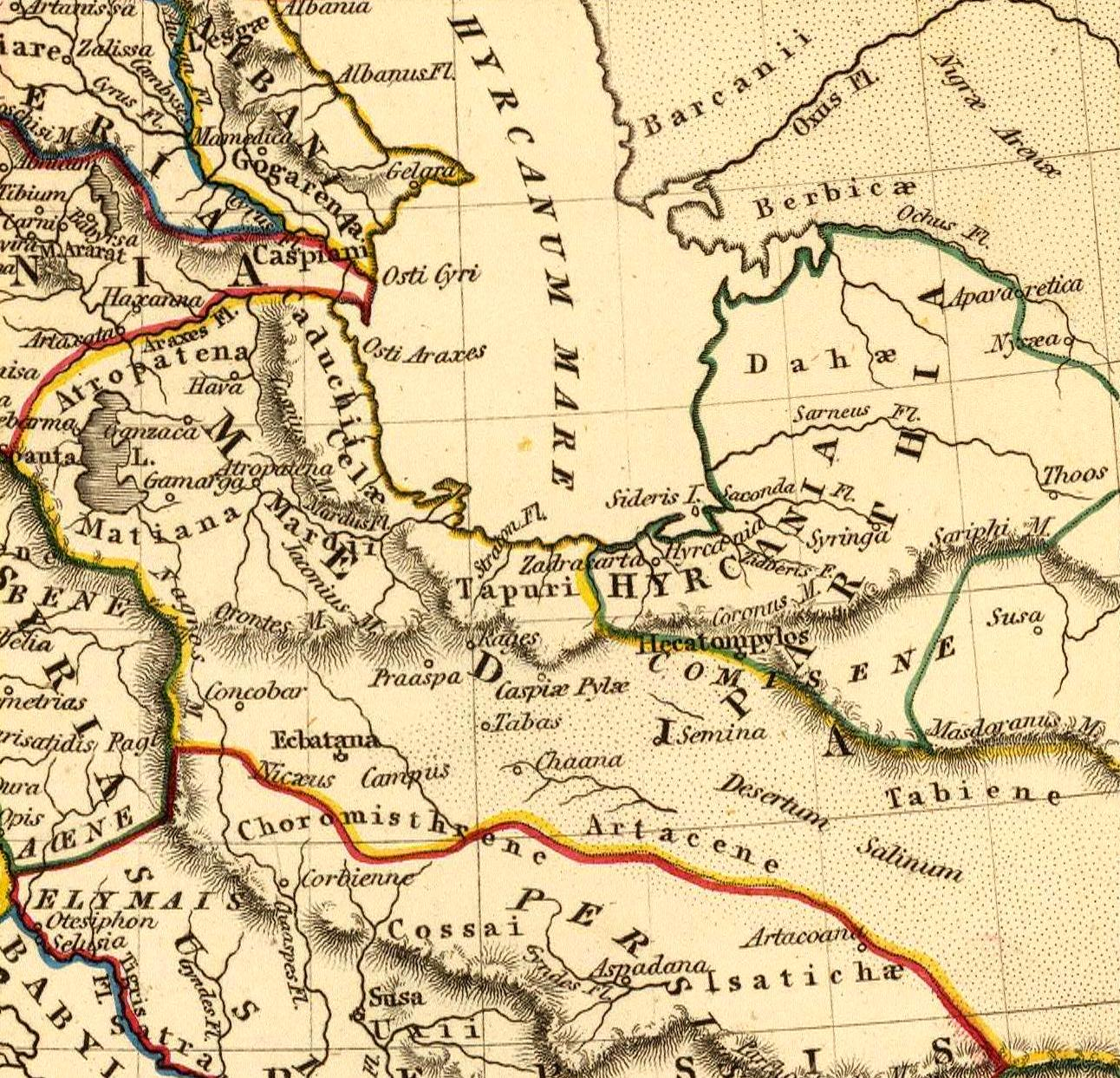
موقعیت تپورها در قرن دوم قبل از میلاد، از شرق سپیدرود تا هیرکانیا

استان مازندران پیش از اسلام تپورستان (به پهلوی: ) نامیده می‌شد که برگرفته از نام قوم تپوری (به یونانی: Τάπυροι) می‌باشد که پس از اسلام قوم طبری نام گرفتند و سرزمینشان طبرستان نامیده شد.
به گفته واسیلی بارتلد تپوری ها در قسمت جنوب شرقی ولایت سکونت داشتند و در قید اطاعت هخامنشیان درآمده بودند و آماردها مغلوب اسکندر مقدونی و بعد مغلوب اشکانیان شدند و اشکانیان در قرن دوم ق. م آنها را در حوالی ری سکونت دادند و اراضی سابق آماردها به تصرف تپوری‌ها درآمد و بطلمیوس در شرح دیلم یعنی قسمت شرقی گیلان در ساحل بحر خزر فقط از تپوری ها نام می‌برد. به گفته مجتبی مینوی قوم آمارد و قوم تپوری در سرزمین مازندران می‌زیستند و تپوری‌ها در ناحیه کوهستانی مازندران و آماردها در ناحیه جلگه‌ای مازندران سکونت داشتند. در سال ۱۷۶ ق. م فرهاد اول اشکانی قوم آمارد را به ناحیه خوار کوچاند و تپوری‌ها تمام ناحیه مازندران را فرو گرفتند و تمام ولایت به اسم ایشان تپورستان نامیده شد.
شهرهای آمل، چالوس، کلار، سعیدآباد و رویان جزئی از سرزمین قوم تپوری بودند. سرزمین لنگا و تنکابن بخشی از سرزمین دو قوم تپوری و آمارد بود.

## گردشگری
روستای هریجان در ابتدای منطقهی حفاظت شدهٔ هریجان قرار دارد. شکار و بوته کنی و چرای دام در منطقه حفاظت شده ممنوع است. طبق گفتهٔ محیط بانی هریجان، گونه‌های جانوری متعددی از کبک و کل و بز و پلنگ و خرس در این منطقه زندگی می‌کنند. منطقه برای ورود به این منطقه و صعود به ارتفاعات مشرف بر روستا به مجوز محیط زیست نیاز است. مجوز را می‌توان از حفاظت محیط زیست چالوس یا ادارهٔ حفاظت محیط زیست تهران تهیه کرد. هریجان همچنین به خاطر آبشار باریک و مرتفع خود مشهور است. اطراف روستا دشت‌های نسبتاً همواری دارد. زمینه استعداد روستا علاوه بر گردشگری دام پرروری و پرورش گل است.

## آبشار هریجان
آبشار هریجان در گردنه هزارچم در جاده تهران- چالوس قرار دارد و یکی از زیبایی‌های البرز می‌باشد. آبشار باریک هریجان در غرب روستا واقع شده‌است و برای رسیدن به آن جاده خاکی را تا داخل روستا ادامه دهید. حدود ۳۰۰، ۴۰۰ متر که وارد روستا شدید، در کنار پرچین‌های سنگی در سمت چپ، یک جاده فرعی است که مسیر دسترسی به آبشار می‌باشد. تا جویی که از آب آبشار درست شده، حدود یک ربع پیاده‌روی دارید اما اگر می‌خواهید به تاج آبشار برسید، باید حدود نیم ساعت تا کوتاه‌ترین تاج که حدود ۹ متر ارتفاع دارد، کوهنوردی کنید.
جاده پشت آبشار منطقه ای حفاظت‌شده‌است و همچنین خطر برخور با حیوانات وحشی در این جاده وجود دارد بنابراین پس از رسیدن به تاج آبشار وارد این جاده نشوید زیرا بدون دریافت مجوز حق ورود به آن را ندارید، درصورتی که تمایل به ورود به منطقه حفاظت شده پشت آبشار را دارید، می‌توانید با اداره محیط زیست چالوس تماس بگیرید.

## مسیر رسیدن به روستا
جادهٔ روستای هریجان از پشت رستوران جعفر میردارسلطانی چند کیلومتر بعد ازسیاه بیشه به سمت چالوس جدا می‌شود و بعد از گذشت ۴٫۵ کیلومتر به روستا می‌رسید. جاده روستا خاکی است ولی تراشیده شده و کوبیده شده و مناسب است. از میدان آزادی تهران از مسیر جاده چالوس تا هریجان ۱۳۰ کیلومتر است. شاهزاده محمود یکی دیگر از زیارتگاهی می‌باشد که سالانه هزار نفر برای زیارت ان به روستای هریجان می‌روند.